# 見島のカセドリ

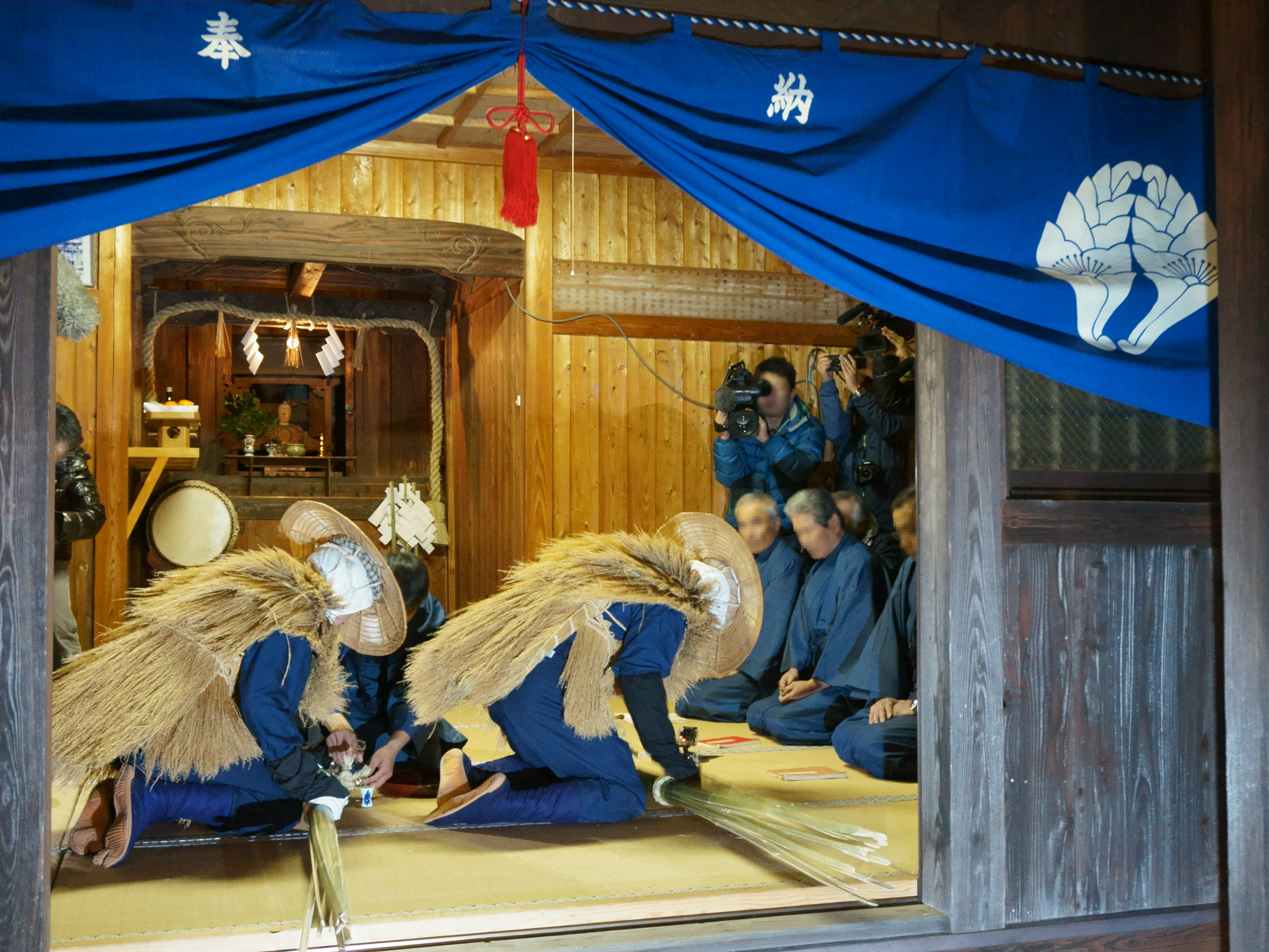
熊野神社にて。カセドリが竹を打ち鳴らし、酒を勧められる。（2017年）

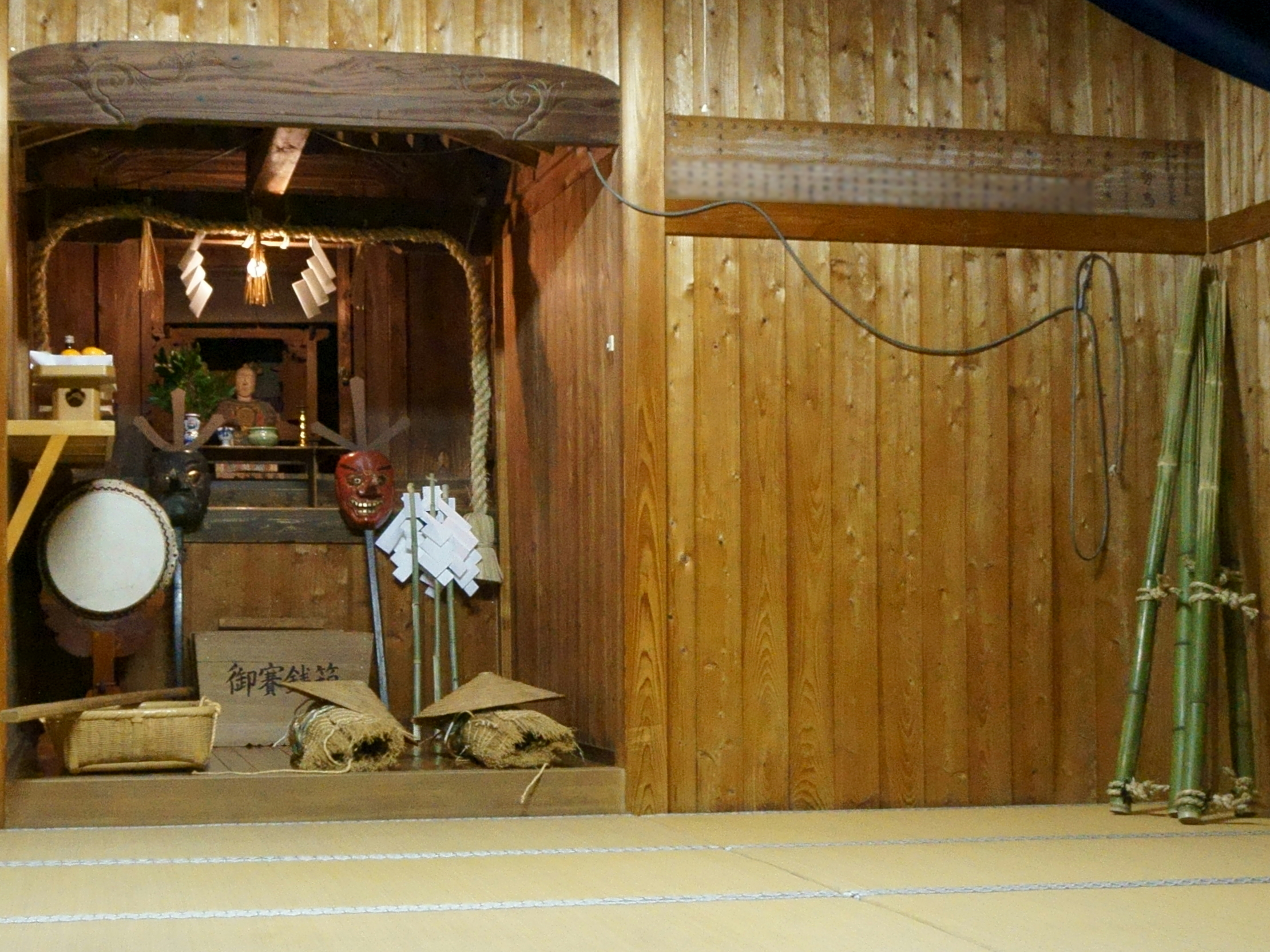
道具

見島のカセドリ（みしまのカセドリ）は、佐賀市蓮池町の見島地区で小正月に行なわれる来訪神行事。
350年以上伝わるといわれ、2002年2月20日に重要無形民俗文化財に指定されている。2016年には「来訪神：仮面・仮装の神々」のひとつとして国連教育科学文化機関(UNESCO)の無形文化遺産への登録が提案された。しかし、審査が先送りされ、2017年に再提案。2018年11月、無形文化遺産に登録された。

## 概要
カセドリ（加勢鳥）とは、神から使わされた雌雄のつがいのニワトリと考えられている。毎年2月の第二土曜日の夜、土地の独身男性2人が藁蓑に身をつつみ、手甲、脚絆、白い足袋、笠を身につけ、カセドリに扮する。
カセドリはまず熊野神社の拝殿に走り込み、先が細かく割られた長さ1.7メートルほどの竹を床に激しく打ちつける。続いてカセドリ一行は地区内の家々を順番に訪れ、その年の家内安全や五穀豊穣などの祈願のため、同様に竹の先で家の床を打ちつけて悪霊を払う。その後、家人が酒や茶などを振る舞い、カセドリは顔を伏せたままそれに応える。このときにカセドリの顔を見ると幸せになるといわれ、家人はカセドリに顔を上げさせようと、底の深い器を接待に用いる。
このように来訪神に扮した者が家々を訪れる民俗行事は日本各地に伝わっているが、見島のカセドリは北部九州での同様の行事として、日本人の民間信仰の理解の上で貴重なものとして注目されている。また、カセドリが竹で悪霊を祓う所作は他の類例がほとんどなく、地域的特色も豊かとされて地域の人々に親しまれている。